# دادی آتو
دادی آتو (انگلیسی: Dadi Auto) شرکت خودروسازی چینی است، که در سال ۱۹۸۸ تأسیس شد.